# Nadó abandonat alcista
Un Nadó abandonat alcista (en anglès: Bullish Abandoned Baby) és una variant del patró d'espelmes japoneses anomenat Estel matutí doji alcista, i al seu torn és la confirmació de l'Estrella doji alcista. Igualment que aquesta està format per tres espelmes indicant un possible canvi en la tendència baixista, la segona de les quals és un doji, però amb la variant que hi ha un fort gap baixista entre la primera i la segona, i un nou gap alcista, entre la segona i la tercera. Els gaps inclouen les ombres inderiors. És un fort senyal de canvi en la tendència baixista que es forma molt rarament.

## Criteri de reconeixement
1. Els mateixos que l'Estel matutí doji alcista però amb la variant dels dos gaps i a banda i banda del doji

## Explicació
La mateixa que l'Estel matutí doji alcista

## Factors importants
Els mateixos que l'Estel matutí doji alcista